# Oostelijk marmerwitje
Het oostelijk marmerwitje (Euchloe ausonia) is een vlindersoort uit de familie van de Pieridae (witjes), onderfamilie Pierinae.
Euchloe ausonia werd in 1804 beschreven door Hübner.